# 840 Zenobia
840 Zenobia este un asteroid din centura principală, descoperit pe 25 septembrie 1916, de Max Wolf.